# Remda-Teichel
Remda-Teichel era una città tedesca della Turingia.

## Storia
Il 1º gennaio 2019 la città di Remda-Teichel venne soppressa e aggregata alla città di Rudolstadt.